# Opsius jucundus
Opsius jucundus är en insektsart som beskrevs av Lethierry 1874. Opsius jucundus ingår i släktet Opsius och familjen dvärgstritar. Inga underarter finns listade i Catalogue of Life.